# Kościół Anglikański w Polsce
Kościół Anglikański w Polsce – anglikański związek wyznaniowy zarejestrowany w Polsce w 1996 roku. Organizacyjnie należy do Archidiakonii Wschodniej Diecezji Europy (z siedzibą w Gibraltarze) Kościoła Anglii. Posiada jedną parafię w Warszawie. Nabożeństwa anglikańskie odbywają się również regularnie w Gdańsku i Krakowie.

## Historia
Historia anglikanizmu na ziemiach polskich dzieli się na trzy okresy:
- XVI wiek – 1854
- 1875 – 1939
- od 1995

### Okres od XVI wieku do roku 1854
Posługa Kościoła Anglikańskiego sięgała ziem polskich już w XVI i XVII wieku. Ze względu na uznawanie hierarchii rzymskokatolickiej Kościół Anglii nigdy nie stawiał sobie za cel prowadzenie misji wśród polskich chrześcijan, zaś rdzennych wyznawców anglikanizmu w Polsce nigdy nie było. Dlatego też posługa kościoła ograniczała się do duszpasterstwa wśród przyjezdnych poddanych Imperium Brytyjskiego (dyplomatów, kupców itd.).
Jednak z biegiem czasu anglikanie zwrócili swoją uwagę na liczne w Polsce skupiska żydów. Jeszcze w 1809 roku w Londynie powstało Towarzystwo Krzewienia Chrześcijaństwa Wśród Żydów, a w roku 1821 powstała jego pierwsza misja w Warszawie. W późniejszych latach otwarto placówki filialne misji warszawskiej również w Piotrkowie Trybunalskim, Radomiu, Lublinie, Poznaniu, Częstochowie, Kaliszu i Kielcach.
W zaborze rosyjskim działalność Kościoła została przerwana w czasie wojny krymskiej, kiedy poddani Wielkiej Brytanii zmuszeni byli do opuszczenia Imperium Rosyjskiego (1854), a własność kościoła skonfiskowano.
W 1867 roku powstała parafia anglikańska w Gdańsku, którego z racji przynależności do Niemiec carskie restrykcje nie objęły.

### Lata 1875–1939
Działalność anglikanów w Królestwie Polskim została wznowiona dopiero w roku 1875. Nabożeństwa odbywały się m.in. w pałacu Brühla w Warszawie. Na skutek działalności misyjnej ochrzczono setki wyznawców judaizmu (w latach 1874–1898 – 345 osób).
W latach 80. XIX w. (co najmniej w okresie 1884–1886) kaplica anglikańska znajdowała się w Warszawie pod adresem ul. Smolna 17. W roku 1911 kaplica mieściła się przy ul. Hortensja 3 (obecnie ul. Górskiego). Po I wojnie światowej, w związku ze wzrostem liczby wiernych, prowizoryczne rozwiązania przestały wystarczać, i w latach 1920. zakupiono działkę przy ul. Sewerynów pod budowę obiektu docelowego.
W II Rzeczypospolitej Kościół Anglikański posiadał dwie misje: Misję Anglikańską w Warszawie oraz Misję Barbikańską w Białymstoku. Zarówno w Warszawie, jak i w Białymstoku, zbudowano okazałe kompleksy misyjne z kaplicą, drukarnią, jadalnią, przychodnią itd. Każda z tych misji miała na terenie Polski placówki filialne (te należące do misji białostockiej znajdują się na terenach dzisiejszej Białorusi). Misja warszawska pełniła też funkcję kościoła dla służb dyplomatycznych.
Budynek Misji Warszawskiej św. Emmanuela przy ul. Sewerynów 3 poświęcono w roku 1927.
W okresie międzywojennym Kościół anglikański nie został jednak uznany przez państwo polskie i nie uzyskał legalnego statusu; jego zwierzchnicy musieli zawrzeć sytuacyjną unię wyznaniową z Kościołem Ewangelicko-Reformowanym, który reprezentował anglikanów przed państwem. O ile jednak Misja Anglikańska w Warszawie stowarzyszyła się z Jednotą Warszawską Kościoła Reformowanego, to Misja Barbikańska w Białymstoku działała (od 1933) pod zwierzchnictwem Jednoty Wileńskiej tegoż Kościoła.
W latach międzywojennych działalność Misji Warszawskiej uległa pewnej stagnacji. Na pierwszy plan wyszło funkcjonowanie białostockiej Misji Barbikańskiej, posiadającej centralę w Białymstoku z własną świątynią przy ul. św. Rocha 25. Główną postacią Misji był jej superintendent ks. Piotr Gorodiszcz.
Jednak działalność misjonarska wśród żydów nie przebiegała bezproblemowo. Wiązało się to z ostracyzmem, z którym spotykali się ochrzczeni Żydzi we własnym środowisku, a przy tym z brakiem głębszej asymilacji ze środowiskiem polskim. Ochrzczonych Żydów bojkotowano, padały interesy handlowe, ludzie tracili zatrudnienie. Z tego względu wokół obu misji (warszawskiej i białostockiej) tworzyły się swoiste komuny ochrzczonych Żydów, którym kościół anglikański wypłacał zapomogi i subsydia, a nierzadko również zatrudniał we własnych centrach misyjnych jako ogrodników, drukarzy, piekarzy, pielęgniarzy itd.
Już od drugiego okresu działalności (1875) nie tylko wierni i pracownicy, ale i duszpasterze Kościoła Anglikańskiego w Polsce rekrutowali się spośród ochrzczonych Żydów. W okresie międzywojennym zarówno kapelan misji warszawskiej ks. Herman Charles Carpenter (przed chrztem Zimmerman), jak i białostocki zwierzchnik ks. Piotr Gorodiszcz byli ochrzczonymi Żydami pochodzenia białoruskiego (Gorodiszcz) i „austro-węgierskiego”, co mogło oznaczać pochodzenie polskie lub ukraińskie (Carpenter). Pochodzenie żydowskie mieli też inni duchowni Kościoła.
W 1930 roku w ramach Kościoła Anglikańskiego założono Stowarzyszenie Żydów-Chrześcijan, którego celem było połączenie mniejszych związków wyznaniowych zajmujących się nawracaniem Żydów na chrześcijaństwo. Statut stowarzyszenia podpisali ks. Herman Charles Carpenter i ks. J.E. Landsman z Misji Anglikańskiej oraz pastor Piotr Gorodiszcz i ks. Józef Fajans z Misji Barbikańskiej. Ze względu na osobiste ambicje obu stron projekt nie odniósł sukcesów gdyż nie doszło na szerszą skalę do konsolidacji działań na polu nawracania Żydów. W 1934 roku pastor Gorodiszcz, pełniący w stowarzyszeniu funkcję skarbnika poinformował listownie o swojej rezygnacji – tym samym Stowarzyszenie Żydów-Chrześcijan upadło.

### II wojna światowa
W latach okupacji hitlerowskiej żydowscy wyznawcy Kościoła trafili do gett, a potem zginęli. Zginęli również księża misji białostockiej (o losach duchowieństwa warszawskiego brak wiadomości). Budynki Misji Barbikańskiej przetrwały wojnę praktycznie nienaruszone i w swej zasadniczej substancji zachowały się do dzisiaj (zob. Kościół Misji Barbikańskiej w Białymstoku). Natomiast obiekt misji warszawskiej został w 1939 uszkodzony, a w roku 1945 rozebrany na mocy decyzji Biura Odbudowy Stolicy.
Działalność Kościoła Anglikańskiego w Białymstoku, pomimo zachowania budynków dawnej misji, została ostatecznie zakończona na początku 1940 roku, kiedy radzieckie władze okupacyjne zlikwidowały misję i skonfiskowały jej zabudowania.

### Okres po II wojnie światowej
W Polsce Ludowej działalność Kościoła nie została wznowiona. Nabożeństwa odbywały się jedynie w kaplicy ambasady Wielkiej Brytanii, gdzie dojeżdżali oddelegowani księża z RFN. Po 1989 rosnąca liczba cudzoziemców wyznania anglikańskiego dała podstawę do odrodzenia jego działalności. Powołano Kapelanię Anglikańską, która stała się wspólnotą zarejestrowaną w 1996 jako odrębny związek wyznaniowy. Od tego czasu, na podstawie decyzji Prymasa Polski Józefa Glempa, anglikanom udostępniono Kościół rektorski pw. Niepokalanego Poczęcia NMP (pokarmelitański) w Warszawie na potrzeby kultu parafialnego. W 2006 roku kościół liczył około 40 wiernych należących do 1 kapelanii w Warszawie. W 2014 przekształcono ją w pełnoprawną parafię w rozumieniu prawa kanoniczego Kościoła Anglii. 
W 2012 rozpoczęto prowadzenie regularnych nabożeństw w Krakowie. Reaktywowana została tamtejsza wspólnota anglikańska, która historycznie nawiązuje do misji tego kościoła, działającej tam w latach 20. i 30. XX wieku. Od 2016 anglikańskie nabożeństwa odbywają się również w Gdańsku.

## Regulacja statusu prawnego
Kościół został wpisany do rejestru kościołów i innych związków wyznaniowych 22 sierpnia 1996 w dziale A pod nr. 114. Zgodnie z art. 2 jego statutu „stanowi część Kościoła Anglikańskiego (Church of England) i należy w nim do Diecezji Gibraltaru w Europie”. Organem zwierzchnim Kościoła jest kapelan („proboszcz”) jego parafii warszawskiej, powoływany i odwoływany przez biskupa Gibraltaru (art. 18 ust. 1 Statutu Kościoła Anglikańskiego w Polsce).

## Wierni
Jak twierdzi Maria Libiszowska-Żółtkowska, członkami Kościoła są głównie przebywający w Polsce Anglicy i Amerykanie zatrudnieni w placówkach dyplomatycznych i przedstawicielstwach firm międzynarodowych oraz będący nauczycielami języka angielskiego. W ostatnich latach parafia powiększa się o mieszkańców Australii, Nigerii, Nepalu, Japonii, Chin i innych krajów, stale lub okresowo rezydujących w Polsce, oraz o członków ich rodzin. Rozwojowi warszawskiej parafii sprzyja liberalna postawa Kościoła, dopuszczającego do udziału w Komunii św. wszystkich ochrzczonych niezależnie od ich wyznania przy braku obowiązkowej spowiedzi osobistej. Również parafia anglikańska jako jedna z nielicznych tradycyjnych parafii protestanckich w Polsce oferuje nabożeństwa w języku angielskim, co zachęca zagranicznych wyznawców różnych nurtów protestantyzmu do udziału w liturgiach.

## Zwierzchnicy Kościoła Anglikańskiego w Polsce
- 1875–1908 – ks. James Oktawian Ellis
- 1919?–1939? – ks. Herman Charles Carpenter (również kapelan Ambasady Brytyjskiej)
- 1995–1997 – kapelan ks. David Williams
- 1997–2005 – kapelan ks. Stuart Robertson
- 2005–2014 – kapelan ks. Robert Gamble, były Proboszcz (tytuł honorowy)
- 2014–2023 – kapelan i proboszcz (2015) ks. David Brown[13][14]
- od 2024 – kapelan ks. Kasta Dip[15][16]

## Pracownicy Kościoła Anglikańskiego w Polsce
- Dyrektor muzyczny i organista: Rostisław Wygranienko